# Amstelkerk (Ouderkerk aan de Amstel)
De Amstelkerk is een protestantse kerk in Ouderkerk aan de Amstel in de Nederlandse provincie Noord-Holland.
De kerk ligt aan de westkant van Ouderkerk, aan de rivier de Amstel, bij de Kerkbrug over de Bullewijk.

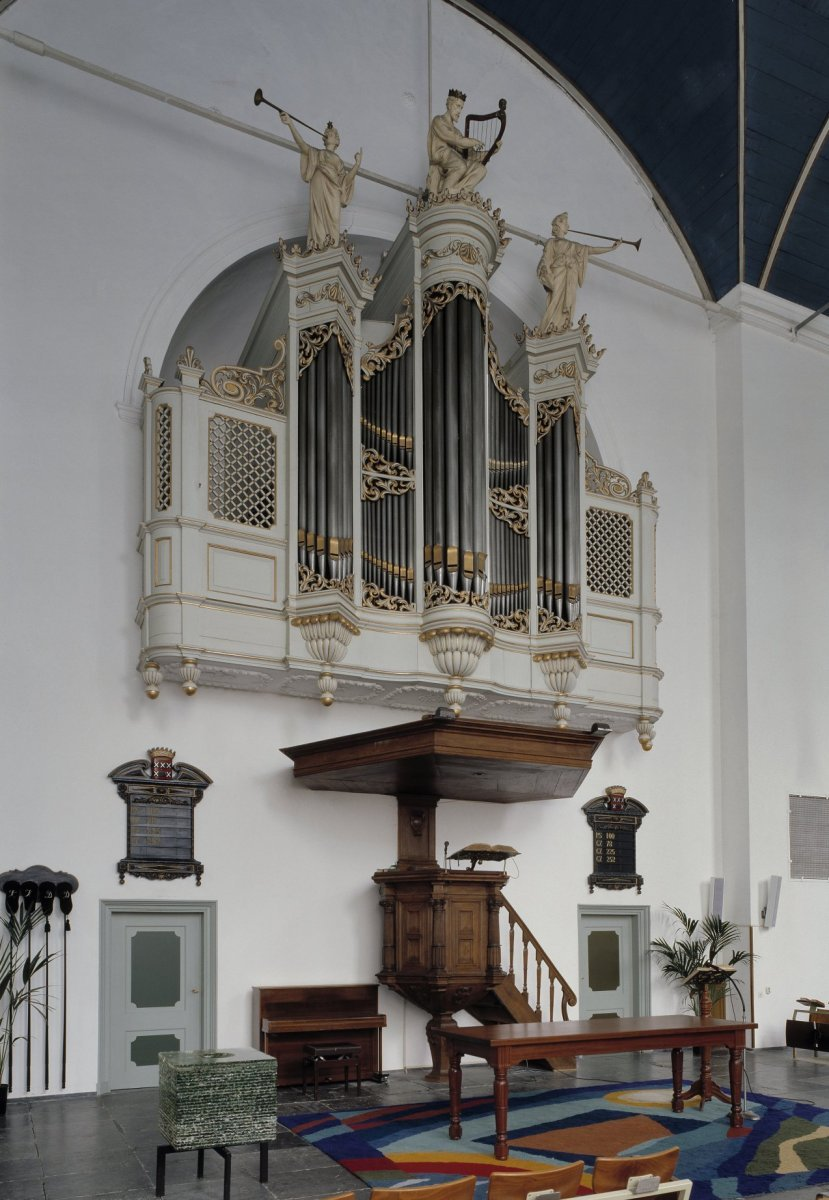
Het orgel en de preekstoel

De kerk is in de periode 1773-1775 gebouwd als Hervormde kerk, naar ontwerp van de Amsterdamse stadsbouwmeester Jacob Eduard de Witte (1738-1809); diens voorganger Cornelis Rauws had al in 1771 enkele ontwerpen gemaakt. Aannemer was de Amsterdamse timmerbaas Jan Smit. Ouderkerk viel als deel van Ouder-Amstel indertijd onder Amsterdam.
In de klokkentoren hangt een kerkklok uit 1603 van Cornelis Ammeroy. Het huidige orgel van de Amsterdamse orgelbouwers Flaes & Brünjes dateert uit 1865. Het werd in 2013 door Flentrop gerestaureerd.
De kerk, de pastorie, de theekoepel in de tuin, de hekwerken van de kerk, de wagenschuur en de "diaconiewoningen" bij de kerk staan op de rijksmonumentenlijst en maken deel uit van het beschermd dorpsgezicht van Ouderkerk aan de Amstel. De bijgebouwen dateren van omstreeks 1880.
In de binnenmuren van de kerk  zitten twee kogels vast, volgens de overlevering toen de Pruisen op 1 oktober 1787 Ouderkerk aanvielen.

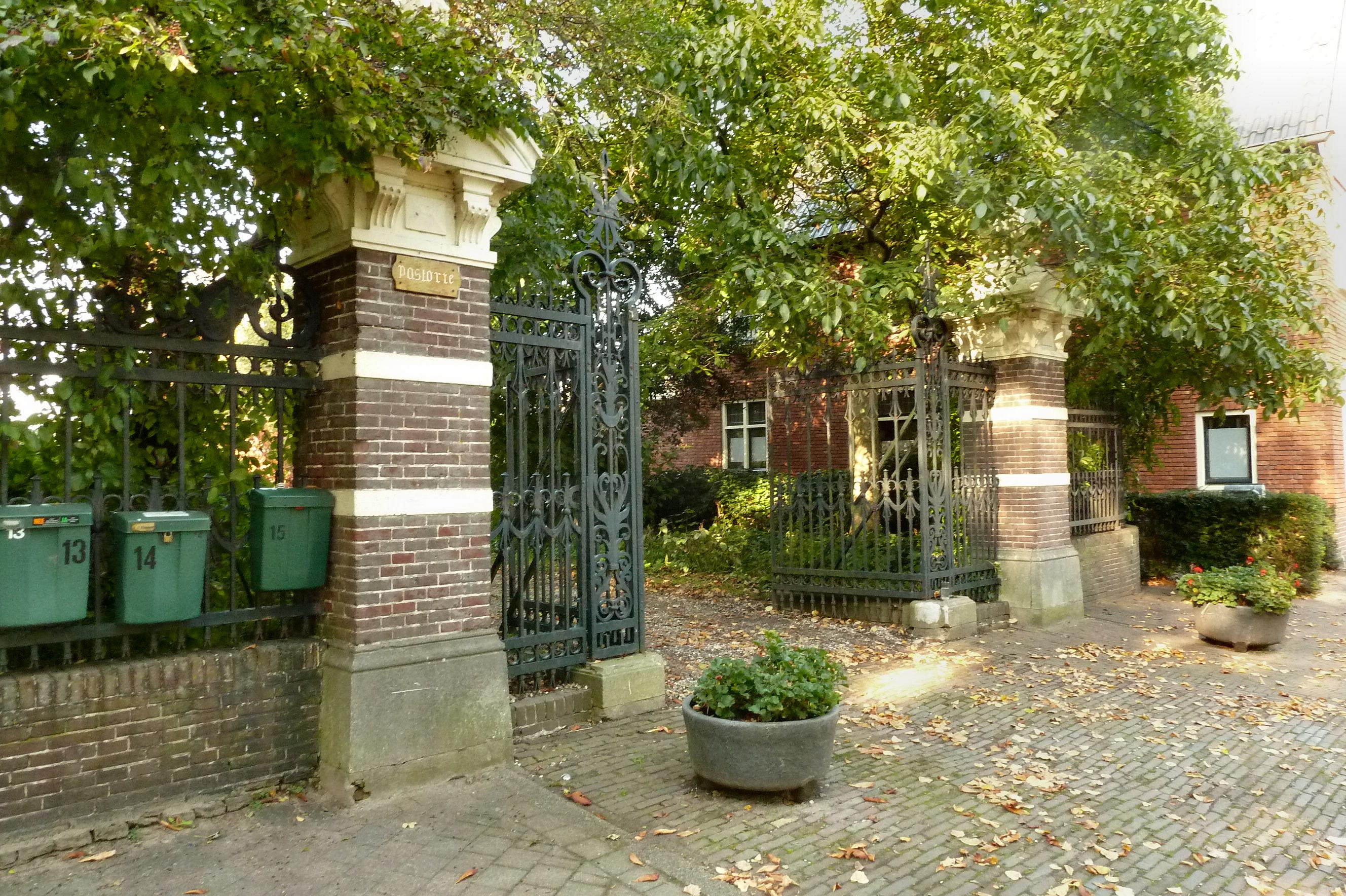
Toegangshek bij de pastorie
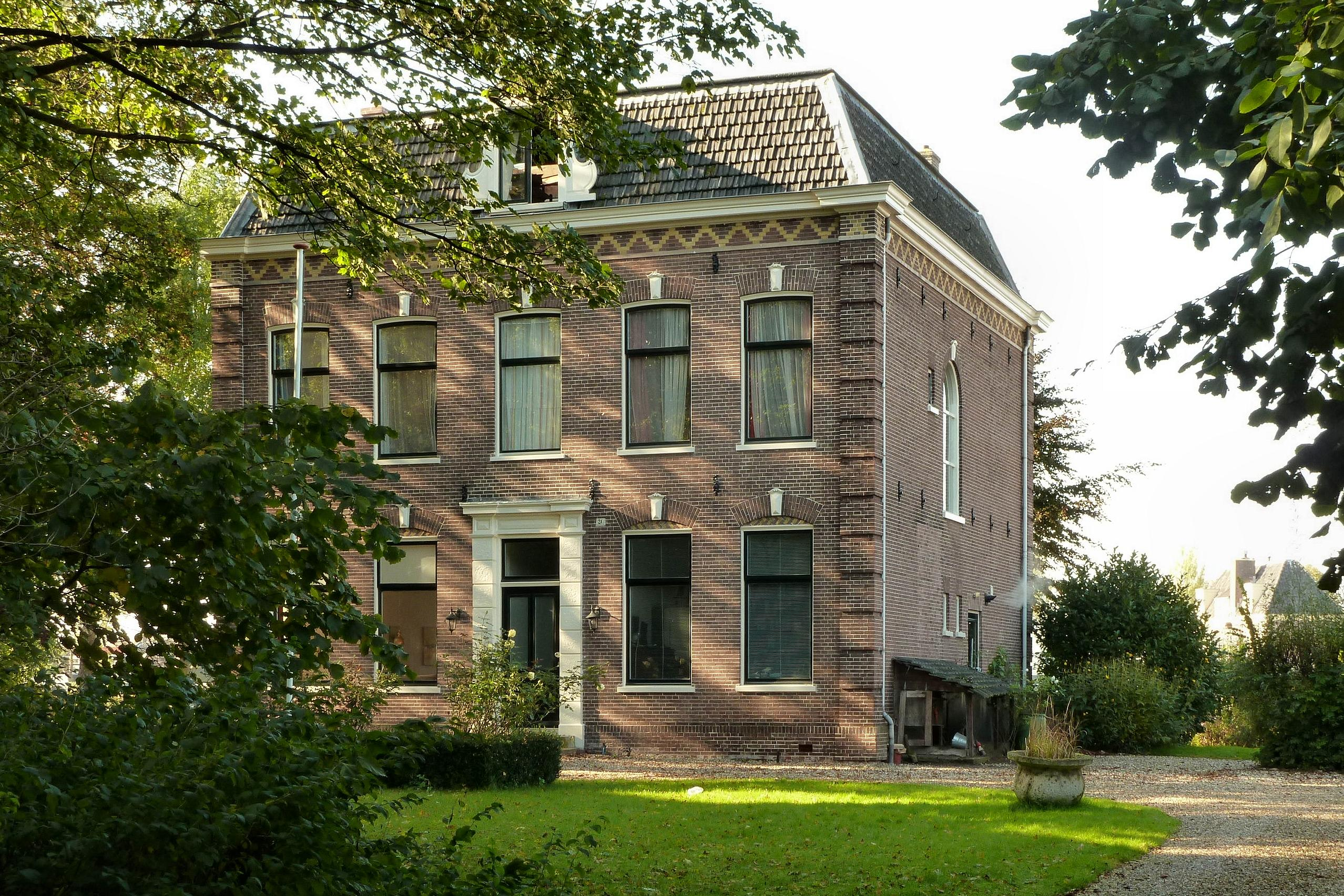
De pastorie
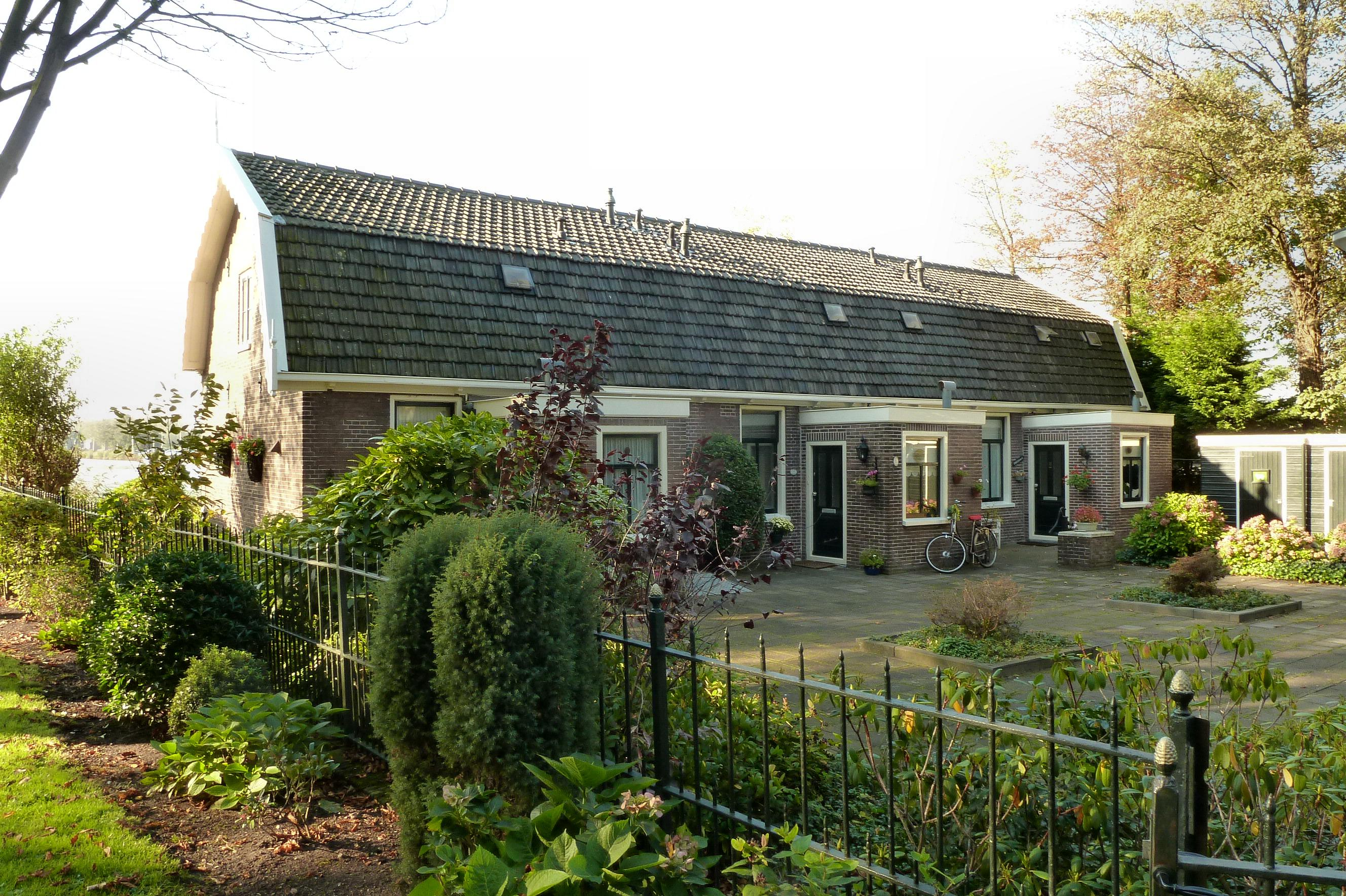
Diaconiewoningen
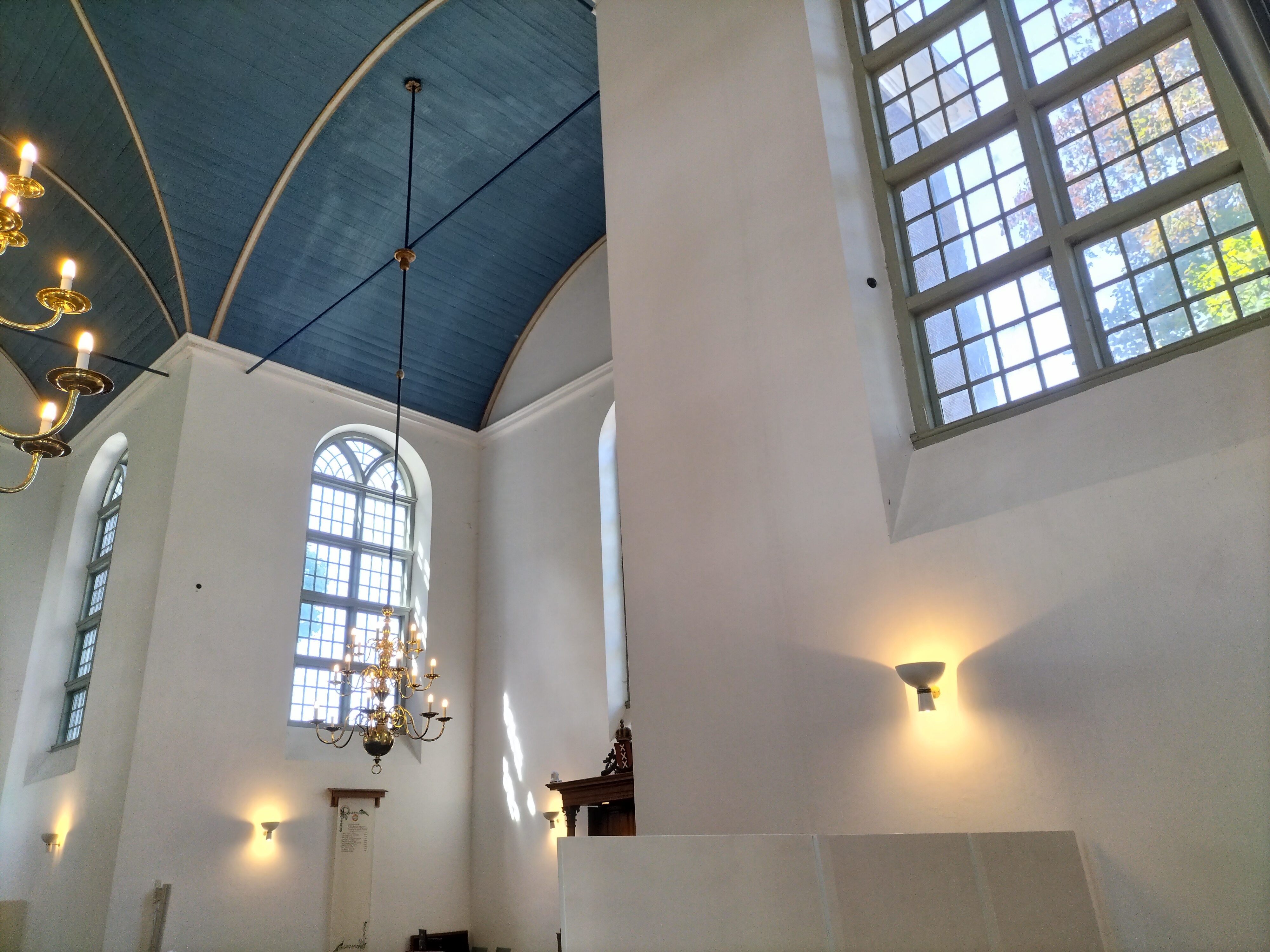
Kogels in de muur en raamkozijn van de kerk